# Montagne de Kaw
Montagne de Kaw är en bergskedja i Franska Guyana (Frankrike). Den ligger i den nordöstra delen av landet, 50 km söder om huvudstaden Cayenne.